# Sundome
Sundome (jap. すんドめ, dt. „Stoppen kurz vor dem Ziel“) ist eine Manga-Serie von Kazuto Okada, die von 2005 bis 2009 in Japan erschien. Das Werk, das in die Genres Seinen, Action und Comedy einzuordnen ist, wurde in mehrere Sprachen übersetzt und in Form von vier Kinofilmen adaptiert.

## Inhalt
Die Serie dreht sich um den Schüler Hideo Aiba (相羽 英男) und dessen Beziehung zu seiner Klassenkameradin Kurumi Sahana (早華 胡桃). Nachdem Hideo Vorsitzender des Roman Club (浪漫倶楽部, Roman Kurabu) wird, ein Schulclub, der sich mit übernatürlichem beschäftigt, kommt Kurumi als Austauschschülerin an die Schule und als erstes weibliches Mitglied in den Club. Sie kann Hideo leicht verführen und gibt ihm immer wieder erotische Versprechen, für die er Aufgaben erfüllen soll. So soll er Mutproben bestehen oder mit dem Club mehr unternehmen. Dabei wächst nicht nur Hideos Zuneigung zu Kurumi, sondern auch sein Selbstvertrauen und Charakter.

## Veröffentlichung
Die Serie erschien von Ausgabe No. 1/2006 vom 13. Dezember 2005 bis No. 21/2009 vom 13. Oktober 2009 im Magazin Young Champion in Japan. Der Verlag Akita Shoten brachte die Kapitel auch in acht Sammelbänden heraus. Es erschienen auch englische, spanische und chinesische Übersetzungen. Eine deutsche Fassung wird seit Februar 2014 von Panini veröffentlicht; bisher sind 7 Bände erschienen.

## Adaptionen
Die erste Umsetzung des Mangas als Film kam am 20. November 2007 als Sundome in die japanischen Kinos. Es folgten Sundome 2 und Sundome 3 im Jahr 2008 und schließlich am 6. November 2009 Sundome 4 als letzter Film. Bei allen vier Realfilmen führte Daigo Udagawa Regie. Hideo Aiba wurde dabei gespielt von Atsushi Ninomiya und Kurumi Sahana von dem Gravure Idol (Erotikmodel) Akane Suzuki.